# Fools and Their Money
Fools and Their Money er en amerikansk stumfilm fra 1919 af Herbert Blaché.

## Medvirkende
- Emmy Wehlen som Louise Allenby
- Jack Mulhall som Richard Tompkins
- Emmett King som William A. Allenby
- Mollie McConnell som Gwyndolynne Allenby
- Betty K. Peterson som Jane Tompkins